# 坎纳武夫
坎纳武夫（德語：Kannawurf，發音：[ˈkanaˌvʊʁf]）是德国图林根州瑟默达县曾经的一个市镇，面积15.53平方千米，2017年12月31日人口为783人。2019年1月1日，坎纳武夫与另外2个市镇并入市镇金德尔布吕克。